# Tu prenditi l'amore che vuoi e non chiederlo più
Tu prenditi l'amore che vuoi e non chiederlo più è un album in studio del cantautore italiano Cesare Basile, pubblicato nel 2015.

## Tracce
1. Araziu Stranu
2. Franchina
3. Tu prenditi l'amore che vuoi
4. Manianti
5. La vostra misera cambiale (feat. Rita "Lilith" Oberti)
6. Filastrocca di Jacob detto il ladro
7. Ciuri
8. Libertà mi fa schifo se alleva miseria
9. A muscatedda
10. U chiamunu travagghiu
11. Di quali notti